# Spin
Spin je kvantová vlastnost elementárních částic, jejíž ekvivalent klasická fyzika nezná. Jde o vnitřní moment hybnosti částice v tom smyslu, že spiny částic přispívají k celkovému momentu hybnosti soustavy. Jeho velikost je pro každou částici přesně daná, nelze ji nijak měnit. Může nabývat celých nebo polocelých násobků redukované Planckovy konstanty {\displaystyle \hbar {\dot {=}}1,05.10^{-34}\,{\rm {Js}}}. Hodnoty spinu proto značíme např. 0, 1/2, 1, 3/2, …
Částice podle velikosti spinu a statistického chování rozdělujeme na
- fermiony – poločíselný spin (1/2, 3/2, …), Fermiho–Diracova statistika např. elektron, proton, neutron
- bosony – celočíselný spin (0, 1, 2, …), Bose-Einsteinova statistika, např. foton, bosony W a Z, Higgsův boson, …
- anyony – zlomkový spin i jiných než celých a polocelých hodnot, „zlomková“ statistika – pouze kvazičástice s omezením výskytu na dva rozměry[1][2][3]

## Operátory
Operátor celkového spinu se označuje S, operátory projekce spinu do jednotlivých os pak Sx, Sy a Sz, nebo také Si. Splňují komutační relaci
{\displaystyle [S_{i},S_{j}]=i\hbar \epsilon _{ijk}S_{k}}.
{\displaystyle \epsilon _{ijk}} je Levi-Civitův symbol. Obdobně, jako u momentu hybnosti, pro vlastní čísla operátorů S2 a Si platí
{\displaystyle S^{2}|s,m\rangle =\hbar ^{2}s(s+1)|s,m\rangle }
{\displaystyle S_{i}|s,m\rangle =\hbar m|s,m\rangle .}
Dále jsou definovány zvyšující a snižující operátory jako {\displaystyle S_{\pm }=S_{x}\pm iS_{y}}. Lze ukázat, že platí
{\displaystyle S_{\pm }|s,m\rangle =\hbar {\sqrt {(s(s+1)-m(m\pm 1)}}|s,m\pm 1\rangle }
Operátory projekce spinu lze realizovat např. maticově. Uvážíme-li spin {\displaystyle 1/2}, pak lze reprezentovat
{\displaystyle \left|+{\frac {1}{2}}_{x}\right\rangle ={\frac {1}{\sqrt {2}}}{\begin{pmatrix}1\\1\end{pmatrix}}} a {\displaystyle \left|-{\frac {1}{2}}_{x}\right\rangle ={\frac {1}{\sqrt {2}}}{\begin{pmatrix}1\\-1\end{pmatrix}}},
{\displaystyle \left|+{\frac {1}{2}}_{y}\right\rangle ={\frac {1}{\sqrt {2}}}{\begin{pmatrix}1\\i\end{pmatrix}}} a {\displaystyle \left|-{\frac {1}{2}}_{y}\right\rangle ={\frac {1}{\sqrt {2}}}{\begin{pmatrix}1\\-i\end{pmatrix}}},
{\displaystyle \left|+{\frac {1}{2}}_{z}\right\rangle ={\begin{pmatrix}1\\0\end{pmatrix}}} a {\displaystyle \left|-{\frac {1}{2}}_{z}\right\rangle ={\begin{pmatrix}0\\1\end{pmatrix}}}.
Dále
{\displaystyle S_{x}={\frac {\hbar }{2}}\sigma _{x}={\frac {\hbar }{2}}{\begin{pmatrix}0&1\\1&0\end{pmatrix}}},
{\displaystyle S_{y}={\frac {\hbar }{2}}\sigma _{y}={\frac {\hbar }{2}}{\begin{pmatrix}0&-i\\i&0\end{pmatrix}}},
{\displaystyle S_{z}={\frac {\hbar }{2}}\sigma _{z}={\frac {\hbar }{2}}{\begin{pmatrix}1&0\\0&-1\end{pmatrix}}},
kde {\displaystyle \sigma _{x}}, {\displaystyle \sigma _{y}} a {\displaystyle \sigma _{z}} jsou Pauliho matice.
Výše uvedené vektory jsou ortonormální (tj. každé dva vektory na sebe jsou kolmé a norma každého je rovna jedné) a platí pro ně relace úplnosti.